# 散氏盤
散氏盤，也稱散盤、夨人盤，是西周厲王年間以塊範法鑄造的青銅器皿，腹內鑄有357字金文，是中國最早的土地契約，書體也開草篆之先，佔碑學體系重要位置，為晚清「四大國寶」之一，現收藏於北國立故宮博物院。

## 形制

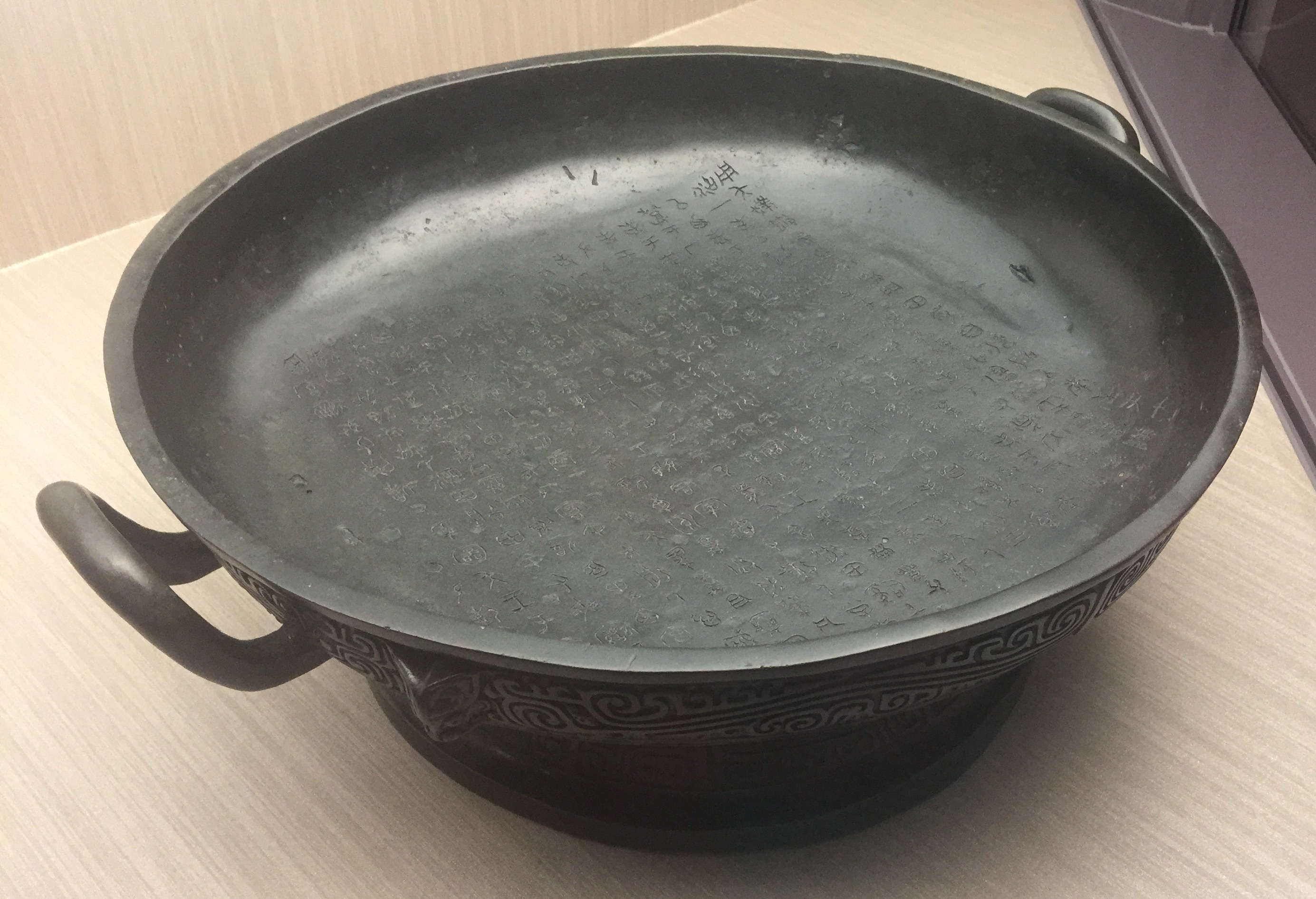
《散氏盤》

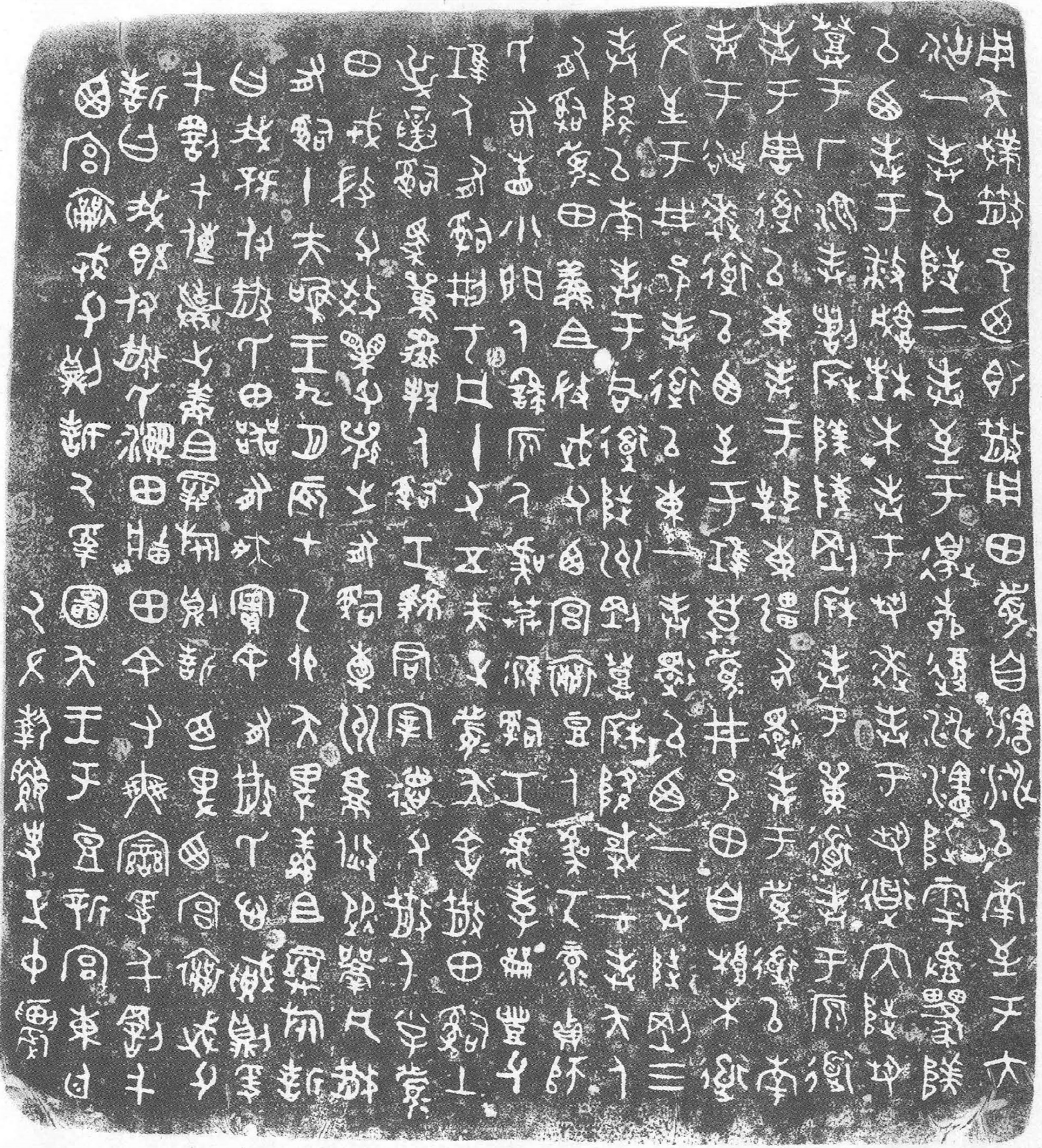
《散氏盤》的銘文拓本

### 外觀
散氏盤高20.6公分，腹深9.8公分，口徑54.6公分，盤底直徑41.4公分，重21.312公斤，盤附雙耳，盤腹飾有夔紋及獸首，高圈足上則為獸面紋飾。

### 銘文
散氏盤腹內鑄有19行，357字銘文，記載夨（音同“仄”，ㄗㄜˋ）國侵略散國的田邑，後來議和，夨國割田地賠償散國。和議時，夨國派15名官員進行土地的交割事務，散國由10名官員來接收，在周天子派來的史正仲農監交之下，兩諸侯國訂立協約，成立交田的正式契約，田界契約內容便鑄刻銘文於盤內，成為宗邦重器。其隸定如下：

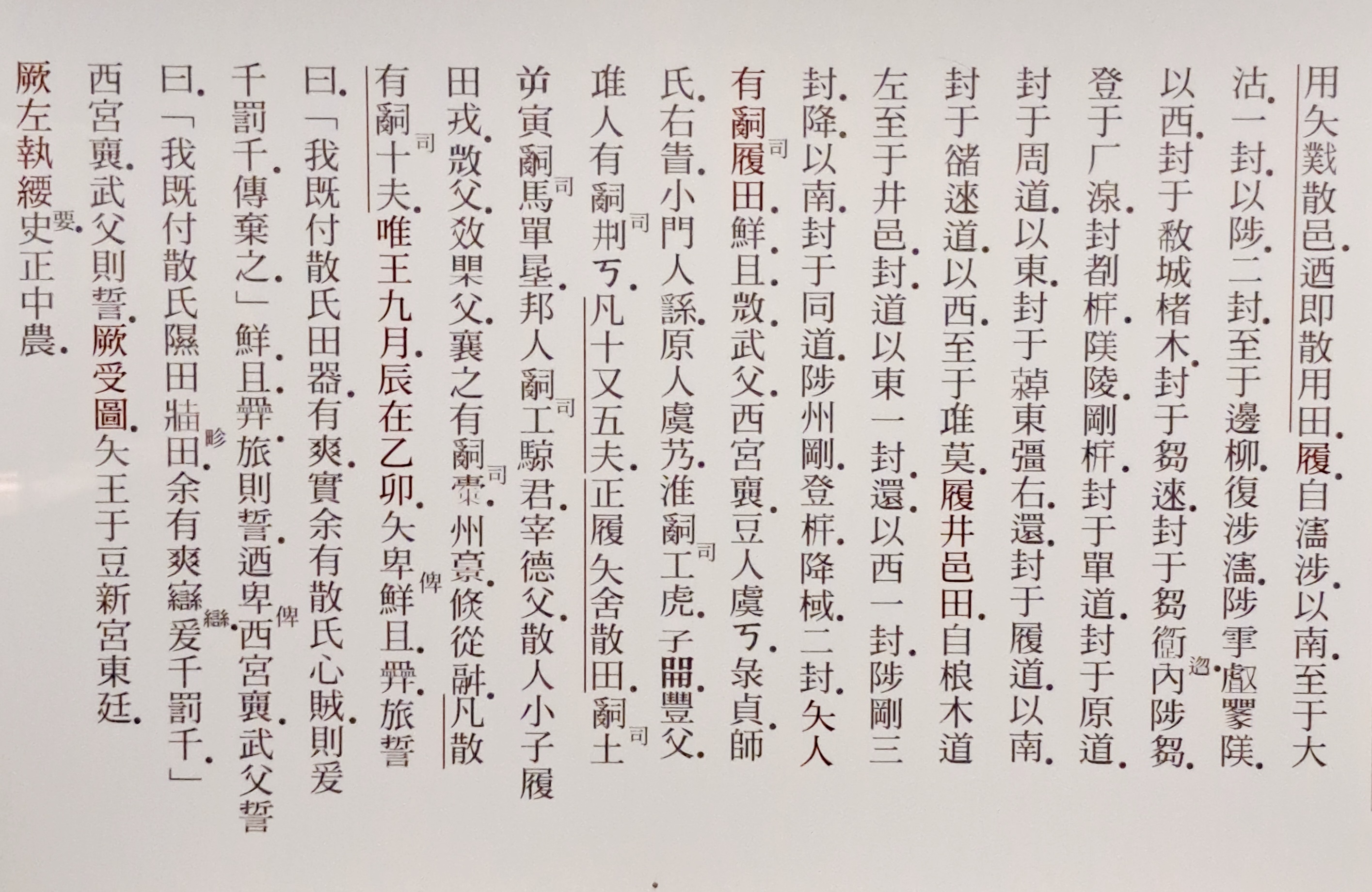
《散氏盤》隸定結果

用夨散邑，廼即散用田。履自涉，以南至于大沽，一封；以陟，二封；至于邊，柳。復涉，陟，□（美）

以西，封于城、楮木；封于芻逨，封于芻□（道）；内陟芻，登于厂湶，封、陵、剛。封于原道，封于周道；以東封于□（⿰卓）東彊右；還，封于履道；以南，封于□（⿰谷者）逨道；以西，至于莫。履井邑田：自桹木道左至于井邑；封，道，以東一封；還，以西一封；陟崗，三封；降，以南，封于同道；陟州崗，登；降，棫；二封。

夨人有（司）履田：鮮且、武父、西宮、豆人虞丂（考）、彔、貞、師氏右眚、小門人□（繇）、原人虞艿、淮（司）工虎、豐父、人有（司）㓝、丂（考），凡十又五夫。正履夨舍散田：（司）徒屰（逆）寅（司）單堒、邦人（司）工君、宰德父；散人小子履田戎、父、（效）父、襄之有（司）橐、州□（⿱高京）、修從，凡散有（司）十夫。

隹（唯）王九月，辰在乙卯，夨卑（俾）鮮且、□（⿱上為三個「皿」，下為廾）旅誓曰：“我既付散氏田器，有爽，實余有散氏心賊，則爰千罰千，傳棄之。”鮮且、□（⿱上為三個「皿」，下為廾）旅則誓。廼卑（俾）西宮、武父誓曰：“我既付散氏隰田（畛）田，余有爽（䜌），爰千罰千。”西宮、武父則誓。厥受圖，夨王于豆新宮東廷。厥左執（要）史正中農。

## 流傳
散國約位於陝西寶雞鳳翔一帶，西北方與夨國為鄰。由散氏盤銘文的人物推知，此盤的鑄作年代約在周厲王時期。
根據清朝張廷濟《清儀閣題跋》、陳介祺《簠齋積古金文》等資料，散氏盤於康熙年間在陝西鳳翔出土，經多人收藏之後，於嘉慶十四年（1809年），清仁宗50岁寿辰之际，由江南盐运使阿林保进贡内务府。经由内务府著名金石学家阮元鉴定为西周时期物品，并制作铭文拓片，收藏于内务府库房。后有传闻散氏盘在英法联军入侵圆明园时被烧毁，并多年不见踪迹。1924年，时任清室善后委员会委员的马衡在清查故宫物品的时候再次发现了散氏盘，后来在古籍中找到散氏盘拓片，经比较鉴别考证，确定该盘是散氏盘原件，烧毁一说纯属传闻。1933年随文物南迁离开故宫，现收藏於臺北國立故宮博物院。

## 价值
散氏盤腹內357字銘文記載著中國最早的田界契約，是研究西周土地制度的重要史料，其书法字形宽绰大气，意拙高古，取横势；结构上变化多端，有趣味，整体重心较低（导致横势）；章法上行列比较有序，兼有欹侧之感；风格上显雄壮、粗实、遒厚、豪迈的特征，有別于商、周同時期金文體勢，書體開創草篆之先，在碑學體系中極具分量，對後世書法家如锺繇书法点画的厚重感和结体横向的字势，王献之书法章法上的欹侧感等，都產生了間接性影響，故列名晚清「四大國寶」之一。

## 相關
- 共和行政

### 文獻
1. 1 2 3 4 5  . 文化部文化資產局. 2012-11-12. （原始内容存档于2014-02-01）.
2. 1 2  仲屯鄉. . 浙江國土資源 (嘉善縣國土資源局). 2012, (2)  [2013-12-01]. ISSN 1672-6960. doi:10.3969/j.issn.1672-6960.2012.02.042. （原始内容存档于2013-12-03）.
3. 1 2  . CCTV-4. 2004-11-12.
4. 1 2  . 國立故宮博物院.   [2013-11-29]. （原始内容存档于2013-12-03）.
5. ↑  . 高等教育出版社.
6. ↑  . 辽宁美术出版社.